# Етен
Етен (ранији назив етилен) је хемијско једињење које спада у групу алкена. Његова формула је C
2H
4 или . То је безбојни запаљиви гас са слабим „слатким и мошусним” укусом кад је чист. Он је најједноставнији алкен (угљоводоник са угљеник-угљеник двоструком везом).
У лабораторији се добија сагоревањем алкохола етанола и концентроване сумпорне киселине. Концентрована сумпорна киселина је јако дехидратационо средство и одузима воду етанолу. Етен је лако запаљив гас, и са ваздухом гради експлозивну смјешу. При сагоријевању етена ослобађа се велика количина топлотне енергије.
Етилен се широко користи у хемијској индустрији, а његова светска производња (преко 150 милиона тона у 2016. години) премашује производњу било којег другог органског једињења. Велики део ове производње иде на полиетилен, широко кориштену пластику која садржи полимерне ланце од етиленских јединица са различитим дужинама ланца. Етилен је такође важан природни биљни хормон и користи се у пољопривреди да би форсирало сазревање плодова. Етиленов хидрат је етанол.

## Структура и својства
Овај угљоводоник садржи четири атома водоника везана за пар атома угљеника који су повезани Двоструком везом. Свих шест атома који сачињавају етилен су копланарни. H-C-H угао је 117.4°, што је близо угла од 120° идеалне sp² хибридизације угљеника. Овај молекул је такође релативно крут: ротација око C-C везе је високоенергетски процес који захтева разбијање π-везе.
Π-веза у молекулу етилена је одговорна за корисну реактивност. Двострука веза је подручје велике електронске густине, и стога је подложна нападима електрофила. Многе реакције етилена катализују прелазни метали који се пролазно вежу на етилен користећи и π и π* орбитале.
Будући да је једноставан молекул, етилен је и спектроскопски једноставан. Његов UV-vis спектар је ипак користан као тест теоријских метода.

## Употребе
Главне индустријске реакције етилена према количинском редоследу су: 1) полимеризација, 2) оксидација, 3) халогенација и хидрохалогенација, 4) алкилација, 5) хидратација, 6) олигомеризација и 7) хидроформилација. У Сједињеним Државама и Европи, око 90% етилена користи се за производњу етилен оксида, етилен дихлорида, етилбензена и полиетилена. Већина реакција са етиленом су електрофилне адиције.
Иницијација цвећа - Биљке краставца третиране етиленом имају повећани број женских цветова и плодова.

### Полимеризација
Полиетилени конзумирају више од половине светске понуде етилена. Полиетилен, који се назива и полиетен, је најраспрострањенија пластика на свету. Примарно се користи за израду филмова у амбалажи, пластичним кесама и врећама за смеће. Линеарни алфа-олефини, произведени олигомеризацијом (формирањем кратких полимера) користе се као прекурзори, детерџенти, пластификатори, синтетичка мазива, адитиви, а такође и као комономери у производњи полиетилена.

### Оксидација
Етилен се оксидује да би се добио етилен оксид, кључна сировина у производњи површински активних материја и детерџената етоксилацијом. Етилен оксид се такође хидролизује ради добијања етилен гликола, који се широко користи као аутомобилски антифриз, као и гликола веће молекуларне тежине, гликол етара и полиетилен терефталата.
Етилен се подвргава оксидацији посредством паладијума како би се добио ацеталдехид. Ова конверзија је и даље главни индустријски процес (10 M kg/годишње). Процес се одвија почетном комплексирањем етилена са Pd(II) центром.

### Халогенација и хидрохалогенација
Главни интермедијари халогенисања и хидрохалогенисања етилена укључују етилен дихлорид, етил хлорид и етилен дибромид. Додавање хлора повлачи за собом „оксихлоринацију”, тј. сам хлор се не користи. Неки производи изведени из ове групе су поливинил хлорид, трихлоретилен, перхлоретилен, метил хлороформ, поливинилиден хлорид и кополимери и етил бромид.

### Алкилација
Главни хемијски интермедијар алкилације етиленом је етилбензен, претеча стирена. Стирен се углавном користи у виду полистирена за паковање и изолацију, као и у стирен-бутадиенској гуми за аутомобилске гуме и обућу. У мањем обиму се формирају етилтолуен, етиланилини, 1,4-хексадиен и алуминијум алкили. Производи ових интермедијара укључују полистирен, незасићене полиестере и етилен-пропиленске терполимере.

### Оксо реакција
Хидроформилација (оксо реакција) етилена резултира у пропионалдехиду, прекурзору пропионске киселине и n-пропил алкохола.

### Хидрација
Етилен је дуго представљао главни неферментативни прекурзор етанола. Оригинални поступак је подразумевао његово претварање у диетил сулфат, чему је следела хидролиза. Главна метода која се примењује од средине 1990-их је директна хидратација етилена катализована чврстим киселинама:

### Димеризација до бутена
Етилен се димеризује хидровинилацијом како би се добили n-бутени користећи процесе које је лиценцирао Луммус или . Лумусов процес производи мешавину n-бутена (првенствено 2-бутене), док IFP процес производи 1-бутен. 1-Бутен се користи као комономер у производњи одређених врста полиетилена.

### Граничне примене
Један од примера специјализоване примене је као анестетичко средство (у односу 85% етилен/15% кисеоник). Такође се може користити за убрзање зрења воћа, као и за заваривање.

### Оружје
Етилен се може користити у производњи иперита, хемијског оружја.

## Продукција
Глобална производња етилена износила је 107 милиона тона у 2005, 109 милиона тона у 2006, 138 милиона тона у 2010 и 141 милиона тона у 2011. До 2013. године етилен је производило најмање 117 компанија у 32 земље. Како би се задовољила све већа потражња за етиленом, глобално долази до увођења нових производних погона, посебно на Средњем истоку и у Кини.

## Етен као хормон
Етен се сматра једним од основних биљних хормона, чија је функција регулисање физиолошких процеса у биљкама.
Етен је једини биљни хормон у гасовитом стању. Још у 20. веку, када се за уличну расвету користио гас, примећено је да на појединим стаблима уличних дрвореда изненада опадају листови. То се дешавало на местима где је из гасовода истицао гас, чији је један од састојака био и етен. Тридесетих година 20. века, установљено је да етилен производе биљке (плодови, листови, цветови, семена). Његова концентрација у ткивима зависи од стадијума развића биљке. Зрели плодови ослобађају етилен који утиче на сазревање незрелих плодова, ако су заједно ускладиштени.
Етен у биљкама настаје разградњом аминокиселине метионина, и као слабо растворљив у воденој средини ћелије, брзо напушта место синтезе.
Дејство етена на биљке је двојако:
- узрокује сазревање плодова;
- инхибира издуживање ћелија корена и стабла.